# Jueves (álbum)
Jueves es el decimoctavo álbum de estudio de la banda de rock uruguaya El Cuarteto de Nos, publicado el 16 de agosto de 2019 vía plataformas digitales, bajo el sello de Sony Music Argentina. Contiene nueve canciones en total. Antes de la salida del disco se adelantaron dos canciones: el primer sencillo, "Punta Cana", fue estrenado junto al videoclip el 29 de marzo de 2019, y el segundo sencillo, "Contrapunto para humano y computadora", fue estrenado junto al videoclip el 28 de junio de 2019. En el día del lanzamiento del álbum fue lanzado el sencillo y videoclip de "Mario Neta". El álbum fue presentado en Buenos Aires el 20 de septiembre del mismo año en el Luna Park, iniciando una gira por Latinoamérica.

## Lista de canciones
| N.º   | Título                                  | Duración |  |
| 1.    | «Mario Neta»                            | 3:54     |  |
| 2.    | «Punta Cana»                            | 3:12     |  |
| 3.    | «Anónimo»                               | 3:40     |  |
| 4.    | «Hombre con alas»                       | 3:46     |  |
| 5.    | «Tiburones en el bosque»                | 3:15     |  |
| 6.    | «Que empiece el juego»                  | 3:56     |  |
| 7.    | «Llegó papá»                            | 3:20     |  |
| 8.    | «Contrapunto para humano y computadora» | 5:40     |  |
| 9.    | «Fallaste Nostradamus»                  | 2:59     |  |
| 33:45 |                                         |          |  |

## Personal
- Roberto Musso: Guitarra y voz
- Álvaro Pintos: Batería y percusiones
- Santiago Tavella: Bajo
- Santiago Marrero: Teclados
- Gustavo Antuña: Guitarras

Músicos adicionales:
Juan Campodonico, Eduardo Cabra, Hector Lara, Cachorro López: Producción, algunos instrumentos (en diferentes temas cada uno)
Saúl Milan: Trombón (2)
Alex Melnychuck: Trompeta (2)
Cari Earnhardt: Tuba (2)
Daniel Márquez: Percusión (5, 9)
Luis Angelero: Guitarras (5, 8)
Belén Cuturi: Voz de fondo (5)

## Posicionamiento en listas
| Listas (2019)     | Mejor posición |
| ----------------- | -------------- |
| Argentina (CAPIF) | 1              |